# Gottfried Arnold (Politiker)

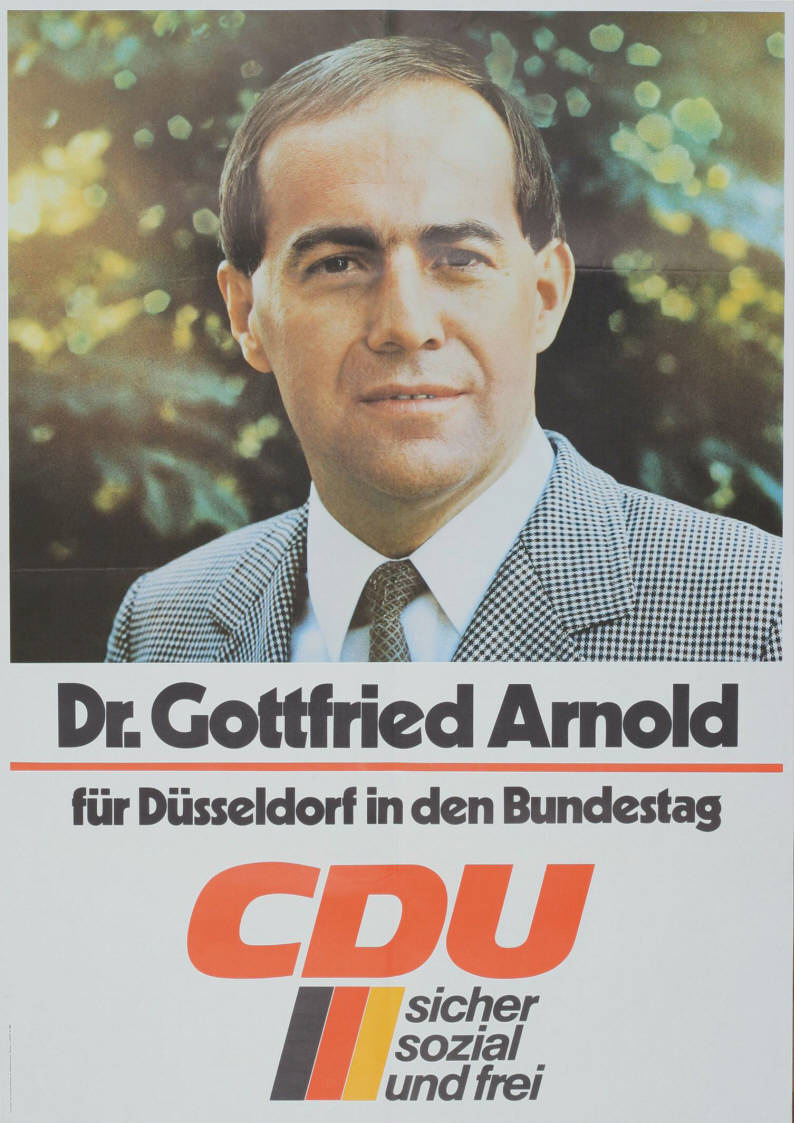
Gottfried Arnold auf einem Plakat der CDU zur Bundestagswahl 1980

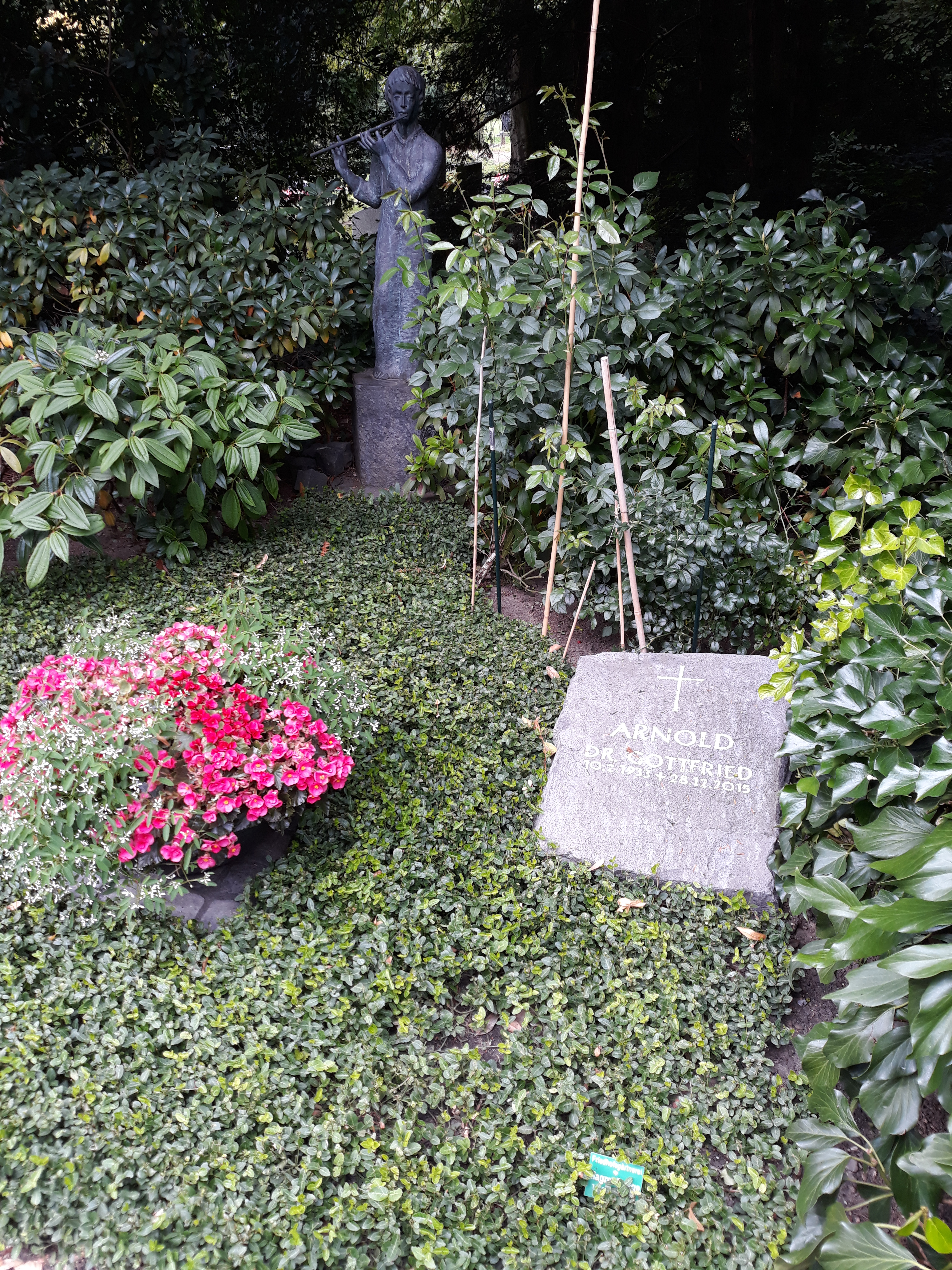
Das Grab von Gottfried Arnold auf dem Südfriedhof (Düsseldorf)

Gottfried Arnold (* 10. Februar 1933 in Düsseldorf; † 28. Dezember 2015) war ein deutscher Jurist und Politiker (CDU).

## Leben und Beruf
Gottfried Arnold war der Sohn des Politikers und nordrhein-westfälischen Ministerpräsidenten Karl Arnold. Nach dem Volksschulabschluss, dem Besuch der Oberrealschule in Biberach an der Riß und dem Abitur 1953 am staatlichen Görres-Gymnasium in Düsseldorf studierte er Rechts- und Staatswissenschaften an den Universitäten Köln und München. Er bestand 1956 das erste juristische Staatsexamen, war danach Gerichtsreferendar und unternahm mehrere Studienreisen. Nachdem er 1959 mit der Arbeit Die staatsrechtlichen Grundgedanken des Staatskanzlers Karl August von Hardenberg zum Dr. jur. promoviert worden war, beendete er sein Referendariat 1960 mit dem zweiten juristischen Staatsexamen.
Arnold arbeitete in einem Presseverlag im Ruhrgebiet und war anschließend als Rechtsanwalt in Düsseldorf tätig. 
Er war zunächst Gesellschafter, ab 1962 Herausgeber, von 1978 bis 2012 Aufsichtsratsvorsitzender der Rheinischen Post und bis zuletzt Ehrenvorsitzender des Aufsichtsrates der Rheinische Post Mediengruppe. 
Als gläubiger Christ wurde er schon zu Studienzeiten Mitglied der katholischen Studentenverbindung Rhenania-Düsseldorf im KV. Mit seiner Frau Irene hatte er zwei Söhne und eine Tochter.

## Partei
Arnold war Mitglied der CDU und von 1970 bis 1981 Vorsitzender des CDU-Kreisverbandes Düsseldorf.

## Abgeordneter
Gottfried Arnold gehörte von 1961 bis 1983 dem Deutschen Bundestag an. Im Parlament vertrat er den Wahlkreis Düsseldorf I.

## Auszeichnungen
2008 wurde er mit dem Großen Bundesverdienstkreuz und 2003 mit dem Verdienstorden des Landes Nordrhein-Westfalen ausgezeichnet.